# Thierry Fabre (judo)
Pour les articles homonymes, voir Thierry Fabre et Fabre.
Thierry Fabre, né le 5 mars 1982 à Montpellier, est un judoka français en activité évoluant dans la catégorie des moins de 100 kg. Licencié pendant de nombreuses années à l'Alliance Judo Limoges, il est passé par le club de l'ACBB Boulogne-Billancourt. Après avoir été Directeur Technique et enseignant du club de l'Olympique Judo AMBAZAC  en Haute-Vienne pendant 8 ans, il est aujourd'hui entraineur du Pôle France Orléans chargé des masculins.

## Biographie
Thierry Fabre remporte sa première médaille internationale aux Championnats du monde de judo 2010, où il décroche la médaille de bronze en moins de 100 kg.
Il occupe la 14e place de l'IJF Olympique Qualification List en mai 2012 (avec 528 points), significative de qualification directe pour les JO.
Lors des championnats d'Europe de Tcheliabinsk (Russie) du 26 au 28 avril 2012, qui autorise 2 combattants par nation, il réalise une contre-performance en étant éliminé dès les phases éliminatoires, au même stade que son compatriote Cyrille Maret.
Le 11 mai 2012, il fait partie de la liste des 14 athlètes sélectionnés pour les Jeux olympiques d'été de 2012 à Londres par le comité de sélection de la Fédération Française de Judo et Disciplines Associées (FFJDA). Il était en concurrence étroite avec Cyrille Maret (17e dans la World Ranking List, mais avec 508 points) dans la catégorie des -100 kg. Il est éliminé en huitièmes de finale par le Mongol Naidangiin Tüvshinbayar.

## Palmarès

### Jeux Olympiques
- Éliminé en 1/8e de finale des Jeux Olympiques de Londres, en 2012.

### Championnats du Monde
- Médaille de Bronze lors des Championnats du monde 2010 à Tokyo,  Japon.

### Championnats d'Europe
- Médaille d'Or lors des Championnats d'Europe -23 ans 2004 à Ljubljana,  Slovénie.
- Médaille d'Argent lors des Championnats d'Europe par équipes 2006 à Belgrade,  Serbie.

### Grand Chelem
- Médaille de Bronze au tournoi Grand Chelem 2009 de Rio de Janeiro,  Brésil.
- Médaille de Bronze au tournoi Grand Chelem 2010 de Moscou,  Russie.
- Médaille de Bronze au tournoi Grand Chelem 2011 de Rio de Janeiro,  Brésil.

### Championnats de France

#### Individuel
| Année | Compétition                          | Lieu   | Résultat | Catégorie       |
| ----- | ------------------------------------ | ------ | -------- | --------------- |
| 2003  | Championnats de France Universitaire | Paris  | 1er      | Moins de 90 kg  |
| 2003  | Championnats de France               | Paris  | 2e       | Moins de 90 kg  |
| 2004  | Championnats de France               | Paris  | 2e       | Moins de 90 kg  |
| 2006  | Championnats de France               | Amiens | 3e       | Moins de 100 kg |
| 2007  | Championnats de France               | Dijon  | 1er      | Moins de 100 kg |
| 2009  | Championnats de France               | Paris  | 2e       | Moins de 100 kg |
| 2012  | Championnats de France               | Liévin | 1er      | Moins de 100 kg |
| 2013  | Championnats de France Militaires    | Avord  | 1er      | Plus de 100 kg  |

#### Équipes
- Médaillé d'Or aux championnats de France par équipes 2ème div. 2010 à Paris.
- Médaille de Bronze aux championnats de France par équipes 1ère div. 2013 à Villebon-su-Yvette.

### Autres
- Médaille d'Argent au championnat du Monde Universitaire 2006 à Suwon,  Corée du Sud.
- Médaille de Bronze aux Jeux Mondiaux militaires 2011 à Rio de Janeiro,  Brésil.

### Récompenses honorifiques
Le 15 juin 2024, un dojo à son nom est inauguré à Ambazac